# Dasyprocta leporina
Agouti doré
Espèce
Synonymes
- Dasyprocta aguti (Linnaeus, 1766)
- Dasyprocta noblei Allen, 1914

Statut de conservation UICN

 LC  : Préoccupation mineure
L'Agouti doré, (Dasyprocta leporina) est une espèce de rongeurs de la famille des Dasyproctidae. Souvent appelé plus simplement agouti,,, comme les espèces proches, cet animal vit principalement au Brésil, au Venezuela, au Guyana et en Guyane française. Il a également été introduit dans les îles des Antilles. Ce rongeur a une chair appréciée.
L'espèce a été décrite pour la première fois en 1758 par le naturaliste suédois Carl von Linné (1707-1778).

## Description
Sont actuellement regroupées dans cette espèce Dasyprocta aguti (Îles Vierges), D. albida (Grenade, Saint-Vincent), D. antillensis (Sainte-Lucie, Martinique), D. fulvus (Sainte-Lucie, Martinique) et D. noblei (Dominique, Guadeloupe, Montserrat, Saint-Christophe-et-Niévès), qui désignaient autrefois des agoutis des Petites Antilles.

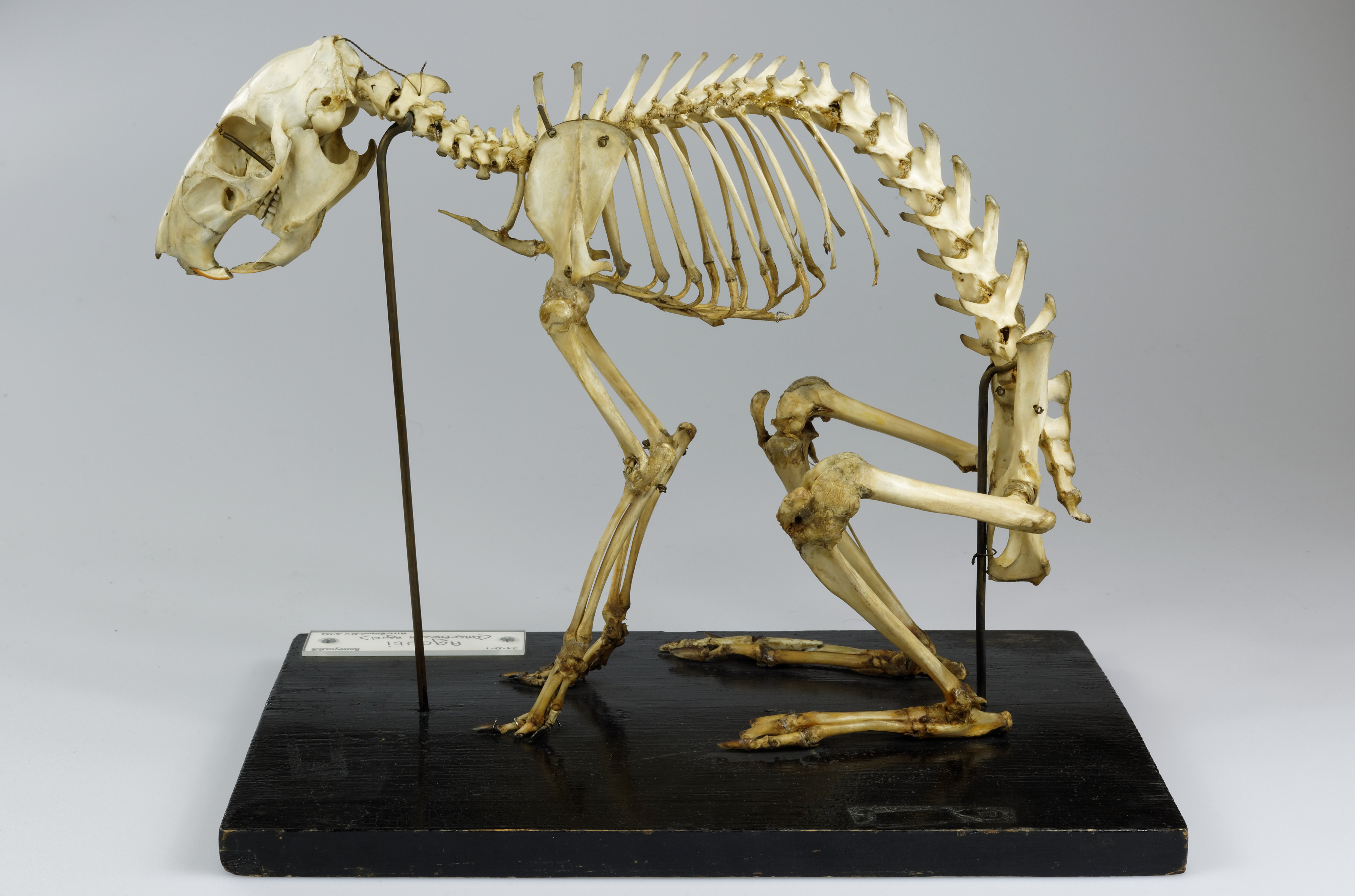
Squelette - UPMC

L'agouti doré pèse en moyenne entre 3 et 6 kg, il mesure entre 48 et 64cm de long. Les femelles sont plus grandes que les mâles mais il n'y a pas d'autres dimorphismes sexuels. Cette espèce vit de 15 à 20 ans en captivité.
L'agouti doré de Trinidad, île séparée par transgression marine du monde amazonien depuis environ 5 000 ans, peut atteindre 9 kg, cette sous-espèce divergente a bénéficié longtemps de la nourriture de forêts luxuriantes et de l'absence relative de prédateurs.[réf. nécessaire]

## Liste des sous-espèces
Selon Mammal Species of the World (version 3, 2005)  (13 mai 2013) :

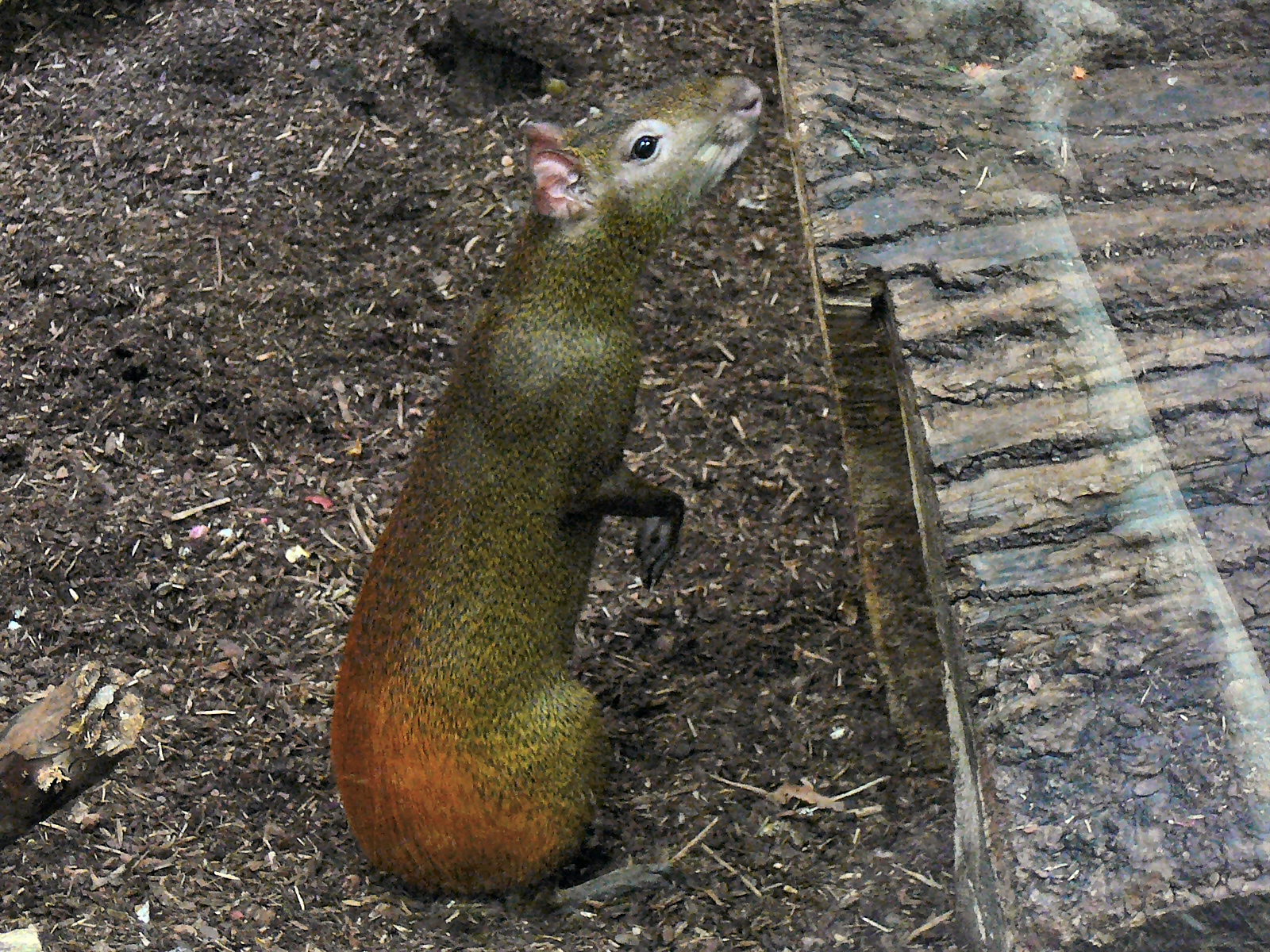
Agouti doré au zoo Wilhelma de Stuttgart.

- sous-espèce Dasyprocta leporina albida
- sous-espèce Dasyprocta leporina cayana
- sous-espèce Dasyprocta leporina croconota
- sous-espèce Dasyprocta leporina fulvus
- sous-espèce Dasyprocta leporina leporina
- sous-espèce Dasyprocta leporina lunaris
- sous-espèce Dasyprocta leporina maraxica
- sous-espèce Dasyprocta leporina noblei